# Serving In Mission
Serving In Mission (SIM) ist eine internationale, interkonfessionelle christliche Missionsorganisation. Sie wurde 1893 durch die Kanadier Walter Gowans und Rowland Bingham sowie den US-Amerikaner Thomas Kent gegründet und ist ein Zusammenschluss missionarischer Organisationen, darunter die Africa Evangelical Fellowship, Andes Evangelical Mission, International Christian Fellowship  und Sudan Interior Mission. In Südamerika heißt sie oft Sociedad Internacional Misionera.
Im Jahre 2017 hatte SIM etwa 2000 aktive Missionare aus 60 Ländern, die in über 70 Ländern auf sechs Kontinenten Dienst taten. In Deutschland arbeitet SIM v. a. mit dem christlichen Hilfs- und Missionswerk DMG interpersonal zusammen. Rund 40 Mitarbeiter der DMG sind rund um die Welt in Feldern und Projekten der SIM tätig.

## Geschichte
1893 kamen Walter Gowans, Rowland Bingham und Thomas Kent nach Lagos in Nigeria mit dem Ziel, den Menschen der afrikanische „Sudanregion“ das Evangelium von Jesus Christus zu bringen. Während Gowans und Kent an Malaria starben, fuhr Bingham, der ebenfalls erkrankte, nach Kanada zurück. Es gelang ihm aber ein weiteres Team zu entsenden, das 1902 tief im inneren Nigerias eine Missionsstation errichtete. 1909 konnte in Egbe in der Provinz Kogi eine erste Kirche gegründet werden und dreizehn Personen ließen sich taufen. 1941 konnte mit dem Igba Theological College eine erste Bibelschule eröffnet werden. 1954 ging daraus die einheimische Evangelical Church of West Africa hervor, die seither stark gewachsen ist und im Jahr 2008 etwa 3.000.000 Mitglieder und zusätzlich 7.000.000 Besucher in ungefähr 6.000 Kirchgemeinden hatte.
Nachdem die erste Basis in Nigeria errichtet worden war, gelang es der Missionsgesellschaft, sich auf andere, zunächst westafrikanische, Länder auszubreiten, und nach 1920 begann sie in Ostafrika zu arbeiten. 1925 schloss sie sich mit der L'Abyssinian Frontiers Mission zusammen, 1932 wurden erste Äthiopier getauft. Die 1937 in Äthiopien entstandene Kale-Heywat-Kirche umfasste 2018 7.774 Kirchgemeinden mit etwa 6,7 Millionen Mitgliedern. Bis 1998 erstreckte sich das Missionsgebiet in Afrika auf Benin, Burkina Faso, die Zentralafrikanische Republik, Elfenbeinküste, Eritrea, Äthiopien, Ghana, Guinea, Kenia, Liberia, Malawi, Niger, Nigeria, Senegal, Südafrika, Sudan und Togo.
Die Aktivitäten der AEM (Andes Evangelical Mission) begannen 1907 mit einem Ehepaar aus Neuseeland, welches in Bolivien missionierte. Die AEM schloss sich 1982 mit der SIM zusammen und die Arbeit dehnte sich innerhalb Südamerikas auf Chile, Ecuador, Paraguay, Peru und Uruguay aus.
In den 1890er Jahren hatten zwei kleine Missionsorganisationen in Ceylon (heute Sri Lanka), Südindien, und den Philippinen ihre Tätigkeit aufgenommen, die sich später zur International Christian Fellowship (ICF) zusammenschlossen. 1989 ging die ICF dann in der SIM auf. Heute arbeitet die SIM ebenfalls in Bangladesch, China, Indien, der Mongolei, Nepal und Pakistan.
Ein weiterer Zusammenschluss fand 1998 statt, als die AEF (Africa Evangelical Fellowship) zur SIM stieß. Die Geschichte der AEF begann 1879 mit der Errichtung eines Soldatenheims in Kapstadt, Südafrika. Aus dieser Wurzel formierte sich eine Mission, die 1889 nach dem ersten Burenkrieg aktiv wurde und sich South African General Mission nannte. Ihre Mission erstreckte sich über ganz Südafrika, bis hin zu den Inseln des Indischen Ozeans. Als sich die AEF 1998 mit der SIM zusammenschloss, erstreckte sich ihre Arbeit auf die Länder Angola, Botswana, Eswatini, Gabun, Madagaskar, Mauritius, Réunion, Mosambik, Namibia, Tansania, Sambia und Simbabwe.
2013 wurde mit dem Nigerianer Joshua Bogunjoko erstmals ein Afrikaner zum Direktor gewählt, nicht zuletzt weil inzwischen auch viele Mitarbeitende aus dem globalen Süden im nördlichen Europa tätig sind.
2014 wurde Nancy Writebol, eine Pflegefachfrau der SIM, im liberianischen Monrovia anlässlich der Ebolafieber-Epidemie 2014 mit dem Ebolavirus infiziert und musste evakuiert werden. Da sie immun geworden war, kehrte sie nach wenigen Wochen an ihre Arbeit im Spital zurück. Auch die Ärzte der SIM entschieden sich, in Monrovia zu bleiben und weiterzuarbeiten. Sie wurden später von der Zeitschrift Time zu den Personen des Jahres 2014 gewählt.
2018 waren Mitarbeitende der SIM in 70 Ländern tätig, zusätzlich arbeitet die SIM in 40 Staaten mit Partnern zusammen. Sie unterhält etwa 50 Spitäler und Krankenstationen, zahlreiche Schulen, Landwirtschaftsprojekte und weitere diakonische und kirchliche Einrichtungen.

## SIM Schweiz
Die SIM Schweiz ist als selbständiger Verein konstituiert. Vertragliche Vereinbarungen mit der SIM auf internationaler Ebene regeln die Zusammenarbeit. 1962 wurde von Edward und Adrianna Emmet der Schweizer Zweig in Lausanne gegründet mit dem Ziel, vor allem französischsprachige Mitarbeiter für die französischsprachigen Länder Afrikas zu rekrutieren. Als Name wurde "Société Internationale Missionnaire" gewählt, der bis heute beibehalten wurde. Er stellt eine treffende Beschreibung der SIM dar.
Aus diesen Anfängen entstanden SIM-France-Belgique und SIM-Italia (ONLUS), die ebenfalls als selbständige Vereine nach den Gesetzen des jeweiligen Landes konstituiert sind. 1999 wurde der Schweizer Verein nach Biel verlegt.
SIM Schweiz motiviert und berät Christen, die bereit sind Auslandseinsätze zu leisten. Sie schult sie und begleitet ihren Einsatz von der Schweiz aus. In diesem Rahmen bietet sie auch Zivildienstleistenden die Möglichkeit, Einsätze zu leisten.
Die Tätigkeiten der Entsandten umfassen:
- Gesundheit (Krankenhäuser, AIDS Prävention, Gesundheitsschulung persönlich und über Radio, Ausbildungsprogramme für einheimische Ärzte und Pfleger usw.)
- Hilfe für sozial Schwache (Strassenkinder, Frauengruppen usw.)
- Entwicklungsprogramme (Landwirtschaft, Wasser, Aufforstung usw.)
- Schule/Berufsbildung (Lehrerförderung, Studentenbetreuung, theologische Ausbildung usw.)
- Kulturförderung (Musik, Radioprogramme, Mediation-Versöhnungsarbeit, Erforschung einheimischer Sprachen und Alphabetisierung, Übersetzung der Bibel, Erstellung von Lexika usw.)
- Gewaltfreie Konfliktlösung in Gefängnissen

Die Basis und Motivation zu diesen Tätigkeiten ist das biblische Menschenbild: Jeder Mensch hat seine Würde von Gott unabhängig von wirtschaftlichen Möglichkeiten, Bildungsstand, kultureller Prägung, Religion, Geschlecht und Alter. Aus dieser Perspektive versteht die SIM den Glauben an Jesus Christus als Angebot, das jeder in einem freien Gewissensentscheid annehmen oder ablehnen kann. Die Ausübung des Glaubens führt zur liebenden Annahme des Mitmenschen und zu praktischer humanitärer Tätigkeit.

## Arbeitsweise
Nach eigenen Angaben ist die SIM sich ihrer Ergänzungsbedürftigkeit bewusst und arbeitet in partnerschaftlichen Beziehungen mit Organisationen, die ihre Werthaltung teilen. Durch nachhaltige Arbeit will die SIM ganzheitlich helfen: Körperlichen, seelischen und geistlichen Nöten wird gleichermaßen begegnet. Als globale Organisation möchte die SIM bewusst eine Haltung der Ergänzung über kulturelle Unterschiede hinweg leben.
Auch im kirchlichen Bereich sieht sich die SIM als ergänzungsbedürftig. Als Werk mit evangelischen Überzeugungen ist sie bewusst interdenominationell. Sie steht in Verbindung mit Kirchen und Gemeinden verschiedener Prägung und fördert deren Zusammenarbeit.

## Partnerorganisationen
Im deutschsprachigen Raum ist SIM in der Schweiz vertreten. Jedoch haben sie Mitarbeitende ebenso in Deutschland.
Aus Deutschland werden diese über die DMG interpersonal e. V. entsendet. Aus Österreich geht dies über die BEG Auslandsmission. Für Südtirol / Italien macht dies das Partnerwerk im - italian ministries.

## Führungsstil
Die SIM will die Mitarbeitenden fördern. Langzeitmitarbeitende werden ermutigt, Mitglieder zu werden und erhalten dadurch Stimm- und Wahlrecht. Leitende Funktionen werden durch Wahl der Mitglieder besetzt. Ein partizipativer Führungsstil soll den Mitarbeitenden ermöglichen, ihre Ideen und Vorstellungen einzubringen.

## Finanzierung
Die Finanzierung der Arbeit der SIM erfolgt durch Einzelspender, verschiedene christliche Kirchen und in Einzelfällen durch öffentliche Stellen. Die Gaben sind zum überwiegenden Teil zweckbestimmt. Die SIM verpflichtet sich, diese der Zweckbestimmung entsprechend zu verwenden.
Die Buchhaltung wird nach allgemein anerkannten Richtlinien für gute Buchführung erstellt und regelmäßigen internen und externen Kontrollen unterworfen. (In der Schweiz nach GAAP-FER 21 und jährliche Prüfung von einer unabhängigen Revisionsstelle.)